# 小斜方截半二十面體欠對二側帳塔
小斜方截半二十面體欠對二側帳塔（英語：parabidiminished rhombicosidodecahedron）是約翰遜多面體（J80）。形如其名地，這個立體是去除對側的2個帳塔後的小斜方截半二十面體。

## 圖像

聖保羅大學數學與統計研究所

## 外部鏈接
- 埃里克·韦斯坦因, Parabidiminished rhombicosidodecahedron （參閱Johnson solid） 於MathWorld（英文）